# EMPOWER
EMPOWER (Akronym für Education Means Protection Of Women Engaged in Recreation, auch bekannt als Center for Sex Workers’ Protection, in Thai: มูลนิธิส่งเสริมโอกาสผู้หญิง, Mun-nithi Songsoem Okaad Phuying) ist eine thailändische gemeinnützige Organisation, die Prostituierte in Bereichen der Bildung, der Gesundheit, gesetzlichen Vertretung und der Sprachschulung unterstützt. Die Organisation bietet dazu eine Schulausbildung und individuelle Beratung an. Daneben arbeitet EMPOWER für die Legalisierung der Prostitution im Land und für die Verbesserung der rechtlichen Situation der in der Sexindustrie Tätigen.
EMPOWER wurde 1985 von Chantawipa Apisuk gegründet, die auch heute noch als Direktorin der Organisation fungiert und die Zentrale in der Provinz Nonthaburi leitet. Daneben gibt es Zweigstellen in Patpong (Bangkok), Chiang Rai, Mae Sai und in Patong (Phuket).
Im Gegensatz zu den meisten anderen thailändischen Organisationen, die sich um die Sexindustrie kümmern, nimmt EMPOWER gegenüber der Arbeit der Prostituierten eine neutrale Haltung ein, und zwingt diese etwa nicht, ihre Arbeit aufzugeben. Aus diesem Grund erhält die Organisation nur wenig staatliche Unterstützung; die meisten Zuwendungen an EMPOWER kommen aus dem Ausland.
2006 eröffnete EMPOWER eine Bar, die von den Arbeitern selbst betrieben wird und als Modell für gute Arbeitsbedingungen in der Sexindustrie dienen soll. Die Arbeiter erhalten einen freien Tag in der Woche und erhalten sozialversicherungspflichtige Leistungen. Zwischen 1987 und 1991 gab die Organisation eine Zeitschrift (Thai: พัฒน์พงษ์, also Phatphong, in englischer Ausgabe „Bad Girls“ genannt) heraus.